# Campeonato Mundial de Gimnasia Artística de 1997
El XXXIII Campeonato Mundial de Gimnasia Artística se celebró en Lausana (Suiza) entre el 31 de agosto y el 7 de septiembre de 1997 bajo la organización de la Federación Internacional de Gimnasia (FIG) y la Federación Suiza de Gimnasia.
Se contó con la presencia de cerca de 500 gimnastas de 64 países miembros de la FIG. 

## Resultados

### Masculino
| Evento                 | Oro                                                                             | Plata | Bronce |
| ---------------------- | ------------------------------------------------------------------------------- | --- | --- |
| Concurso completo ind. | Ivan Ivankov · Bielorrusia · 56,887 pts.                                        | Alexei Bondarenko Rusia 56,061 pts.                                                                                                  | Naoya Tsukahara Japón 56,023 pts.                                                                           |
| Suelo                  | Alexei Nemov Rusia 9,625                                                        | Dmitri Karbanenko Francia 9,550 | Xiaopeng Li China 9,537                                                                                     |
| Caballo con arcos      | Valery Belenky · Alemania · 9,700                                               | Eric Poujade Francia 9,700 | Pae Gil Su Corea del Norte 9,700                                                                            |
| Anillas                | Jury Chechi · Italia · 9,775                                                    | Szilveszter Csollány · Hungría · 9,687                                                                                               | Ivan Ivankov · Bielorrusia · 9,662                                                                          |
| Salto de potro         | Sergei Fedorchenko · Kazajistán · 9,581                                         | Nikolai Kriukov Rusia 9,556 | Adrian Ianculescu Rumania 9,437                                                                             |
| Paralelas              | Zhang Jinjing China 9,775                                                       | Li Xiaopeng China 9,737 | Naoya Tsukahara Japón 9,526                                                                                 |
| Barra fija             | Jani Tanskanen · Finlandia · 9,700                                              | Jesús Carballo · España · 9,675 | Alexander Beresh · Ucrania · 9,627                                                                          |
| Concurso por equipos   | China Shen Jian Li Xiaopeng Huang Xu Lu Yufu Xiao Junfeng Zhang Jinjing 226,117 | Bielorrusia · Ivan Ivankov · Vitali Rudnitski · Dmitry Kasperovich · Alexander Shostak · Ivan Pavlovski · Alexei Sinkevich · 221,568 | Rusia Dmitri Vasilenko Alexei Bondarenko Alexei Voropaev Alexei Nemov Evgeni Ghukov Nikolai Kryukov 220,682 |

### Femenino
| Evento                 | Oro | Plata | Bronce                                                                      |
| ---------------------- | --- | --- | --------------------------------------------------------------------------- |
| Concurso completo ind. | Svetlana Khorkina Rusia 38,636 pts.                                                                             | Simona Amânar Rumania 38,587 pts. 38,549 pts.                                                                            | Elena Produnova Rusia                                                       |
| Suelo                  | Gina Gogean Rumania / Svetlana Khorkina Rusia 9,800                                                             | | Elena Produnova Rusia 9,775                                                 |
| Salto de potro         | Simona Amânar Rumania 9,712                                                                                     | Duan Zhou China 9,606 | Gina Gogean Rumania 9,600                                                   |
| Barras asimétricas     | Svetlana Khorkina Rusia 9,875                                                                                   | Fei Meng China 9,800 | Wenjing Bi China 9,787                                                      |
| Barra                  | Gina Gogean Rumania 9,800                                                                                       | Svetlana Khorkina Rusia / Yuanyuan Kui China 9,787                                                                       |                                                                             |
| Concurso por equipos   | Rumania Simona Amanar Claudia Presacan Gina Gogean Alexandra Marinescu Corina Ungureanu Mirela Tugurlan 153,720 | Rusia Svetlana Khorkina Yelena Produnova Yevgeniya Kuznetsova Svetlana Bakhtina Elena Dolgopolova Elena Grosheva 153,197 | China Liu Xuan Kui Yuanyuan Meng Fei Bi Wenjing Mo Huilan Zhou Duan 152,001 |

## Medallero
| Núm. | País            | Oro | Plata | Bronce | Total |
| ---- | --------------- | --- | ----- | ------ | ----- |
| 1    | Rusia           | 4   | 4     | 3      | 11    |
| 2    | Rumania         | 4   | 1     | 2      | 7     |
| 3    | China           | 2   | 4     | 3      | 9     |
| 4    | Bielorrusia     | 1   | 1     | 1      | 3     |
| 5    | Alemania        | 1   | 0     | 0      | 1     |
| 5    | Finlandia       | 1   | 0     | 0      | 1     |
| 5    | Italia          | 1   | 0     | 0      | 1     |
| 5    | Kazajistán      | 1   | 0     | 0      | 1     |
| 9    | Francia         | 0   | 2     | 0      | 2     |
| 10   | España          | 0   | 1     | 0      | 1     |
| 10   | Hungría         | 0   | 1     | 0      | 1     |
| 12   | Japón           | 0   | 0     | 2      | 2     |
| 13   | Corea del Norte | 0   | 0     | 1      | 1     |
| 13   | Ucrania         | 0   | 0     | 1      | 1     |
|      | TOTAL           | 15  | 14    | 13     | 42    |